# Ziziphin
Ziziphin (auch Ziziphen) ist ein Triterpen-Glycosid aus der chinesischen Dattel Ziziphus jujuba, das den Süßgeschmack auf der Zunge des Menschen hemmt.

## Eigenschaften

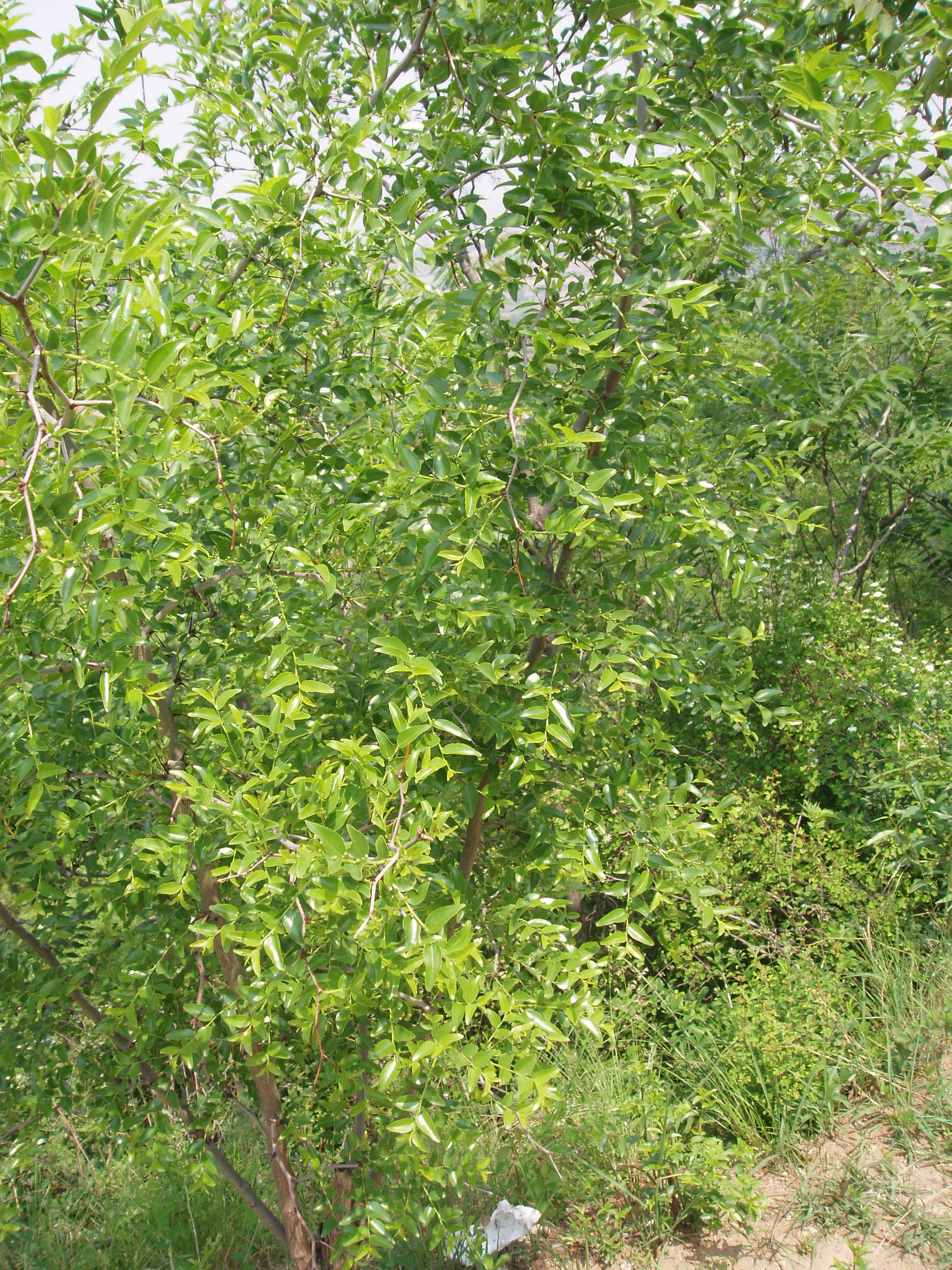
Chinesische Dattel

Ziziphin kommt in den Blättern von Ziziphus jujuba vor. Es hemmt den Süßgeschmack, wie auch Lactisol, Gymnemasäuren, Gurmarin und Hodulcine. Es wirkt schwächer und kürzer als Gymnemasäuren.